# Histoire de la monarchie belge
La révolution libérale de 1830 fonda un État centralisé, séparé de l'Église (Constitution adoptée en 1831). Elle instaura une monarchie dont Léopold Ier fut élu par le Congrès national.
C'est un cas rare de monarchie démocratiquement instaurée et héréditaire, mais d'emblée constitutionnelle et parlementaire (sans passer par l'absolutisme). Chaque héritier, lors du décès ou de l'abdication de son prédécesseur, doit prêter serment devant les chambres législatives réunies. Membre et chef du pouvoir exécutif, le roi des Belges s'impose pour longtemps comme le centre du pouvoir politique en Belgique, tout en jouant le jeu de la Constitution libérale conçue pour limiter ses prérogatives tout en le rendant incontournable pour refuser ou accepter de signer les lois dans le cadre d'une démocratie censitaire.

## Premier choix: Louis d'Orléans, duc de Nemours
Le 22 novembre 1830, le Congrès national belge choisit d'instaurer une monarchie constitutionnelle plutôt qu'une république jugée, à l'époque, moins stable qu'un royaume.
Les deux premiers scrutins (3 février 1831), concernant l'élection d'un roi à la tête de la Belgique, désignèrent Louis d'Orléans, le fils du roi des Français, comme roi des Belges.
La situation internationale tendue qui en découla (en particulier l’opposition du Royaume-Uni qui craignait de voir le port d’Anvers devenir un « pistolet sur la tempe de l’Angleterre ») obligea son père à refuser cet honneur à sa place. La nécessité d'avoir néanmoins un chef de l'État poussa à choisir, en attendant, un régent du royaume de Belgique : ce fut Surlet de Chokier.
L’Angleterre imposa finalement son candidat qui devait devenir Léopold Ier ; Prince allemand chargé à la fois de rassembler autour de sa personne un peuple qu’il fallait écarter de tentations par trop francophiles et chargé de forger autour de sa dynastie une nouvelle nation indépendante.

## AlbertIer(1909-1934)
Neveu du précédent, Albert Ier, à la faveur de Première Guerre mondiale, fait opérer à la monarchie une remontée fantastique en prestige moral et pouvoir. Henri Pirenne écrira dans l'Encyclopédie française que 
« L'autorité morale du souverain lui permet d'user plus largement que ses prédécesseurs de ses pouvoirs constitutionnels. »
 En vingt ans de règne, Albert Ier se permet de démissionner deux Premiers Ministres, autant que ses prédécesseurs. La lecture de ses Carnets de guerre (1914-1918) (Duculot, Gembloux, 1991), révèle que c'est lui qui gouverne. Luc Schepens, important historien flamand, va jusqu'à écrire d'Albert Ier, confirmant les propos de Pirenne :
« Les deux grandes victimes de la guerre [14-18] en Belgique semblent être la Constitution et la démocratie parlementaire. Et cela n'alla pas sans conséquences. Pendant la suite du règne d'Albert Ier, et également sous celui de Léopold III, le roi a exercé au sein du pouvoir exécutif un rôle hors de proportion avec ce qui avait été de coutume avant la Première Guerre mondiale (...) Ce n'est qu'après que cette situation s'est normalisée. »

## Léopold III (1934-1951)
Albert Ier a donc amplifié ce pouvoir royal, à la faveur de la guerre et son fils, Léopold III, en hérite.

### La Question royale
Cependant, ces mêmes ministres entrent en grave conflit avec le roi dès le 25 mai 1940, au moment où l'armée belge livre bataille sur la Lys à l'armée allemande. Léopold III considère que la Belgique est neutre et doit se contenter de défendre le territoire belge sans se lier à la France et au Royaume-Uni. Il capitule le 28 mai comme chef de l’armée, pour les raisons qu'on vient de dire et pour des raisons de politique intérieure : les comportements des régiments flamands et wallons divergent à ce point que le roi craint que les Allemands n'en tirent prétexte pour reprendre leur politique de séparatisme de 1914 à 1918. Le jour même, le Premier ministre Hubert Pierlot estime que le roi « a rompu le lien qui l'unissait à son peuple ». C’est le début de la Question royale. Robert Devleeshouwer juge sévèrement le Testament politique de début 1944 où le roi justifie sa politique de guerre.

### Le Gouvernement belge à Londres
Après une période d'hésitation consécutive à la défaite française, quatre des principaux ministres belges (Hubert Pierlot, Paul-Henri Spaak, Camille Gutt et Albert de Vleeschauwer) se retrouvent à Londres en octobre 1940 et décident de continuer la guerre aux côtés des Britanniques. Le ministre des Colonies Albert de Vleeschauwer était déjà à Londres depuis le 4 juillet 1940. Ils s'opposaient ainsi à la politique du roi mais en protestant néanmoins de leur fidélité. Ils considéraient le roi comme dans l'impossibilité de régner du fait de l’occupation, ce qui correspondait au statut de prisonnier de guerre que Léopold III revendiquait.
Prisonnier, le roi cherchera cependant à rencontrer Hitler par l'entremise de sa sœur la princesse Marie-José, épouse du prince héritier d'Italie Umberto : cette réunion, qui restera secrète, aura lieu le 19 novembre 1940 à Berchtesgaden. Léopold III fait essentiellement des demandes humanitaires en faveur des prisonniers de guerre belges et du ravitaillement de la population civile. Il demande également des garanties quant à l'indépendance future du pays. Hitler refusera d'accéder à ces demandes. D'après l'historien Jean Stengers, ce refus de Hitler et sa décision de laisser cette réunion secrète ont sans doute sauvé l'avenir du roi qui aurait en effet pris alors des positions politiques opposées à celles de son gouvernement à Londres. Par la suite, de 1941 à 1944, le roi s'enfermera dans le silence, ignorant de manière délibérée l'action de son gouvernement.
Toujours prisonnier, le roi se marie cependant en 1941 avec Lilian Baels, mariage qui fut annoncé en Belgique en décembre 41. Cette annonce dans un pays occupé fut mal reçue et constitua sans doute la première étape de la rupture entre le souverain et l'opinion publique (ou au moins une partie de cette opinion).
Le roi est transféré en Allemagne en juin 1944 (après le Débarquement du 6 juin 1944). Après, dès avril ou mai 1945, entre en jeu l'opinion publique populaire défavorable au roi qui va déclencher ultérieurement les graves événements de juillet 1950. Notons cependant que d’autres monarchies ont connu des difficultés dans les mêmes circonstances.

## Baudouin (1951-1993)
Le pouvoir du roi est surtout cette capacité d’influence difficile à mesurer et « dérobée » (comme le dit Pirenne), puisque les conversations du roi sont couvertes par le secret constitutionnel. Deux journalistes flamands, sous la direction de l’historienne Else Witte, ont recueilli, sous le couvert de l’anonymat, les confidences de hautes personnalités sur ce thème. Léopold III, par exemple, même après son abdication a pesé de tout son poids sur son fils. Dans la politique intérieure : ministres imposés ou refusés, mise à l'écart de plusieurs des adversaires de 1950, tentative de révocation du Premier ministre Eyskens en 1960, etc. À l’extérieur : refus d'assister aux funérailles de George VI, assassinat de Patrice Lumumba, leader nationaliste congolais et Premier ministre à l’indépendance du Congo (1960), en 1961. Dans cette affaire en particulier, une Commission parlementaire d'enquête reconnaît que le roi pouvait être reconnu comme moralement responsable ce qui peut être envisagé comme atténuant les choses, mais, constitutionnellement, le roi (article 106 de la Constitution), ne peut être reconnu responsable ni politiquement ni juridiquement, etc.
Le roi Baudouin prend de l’importance : il administre une dure leçon au monde politique en 1979[réf. nécessaire]. Il nomme Wilfried Martens comme Premier Ministre en 1982 et met en quarantaine son rival politique Léo Tindemans[réf. nécessaire]. Il agit de même avec José Happart, alors député autonomiste wallon très populaire. Il fait envoyer des paras au Rwanda en 1990 : l'indiscrétion d'un ministre révéla que la position du roi sur cette politique avait été déterminante. Il refuse de signer la loi dépénalisant partiellement l'avortement la même année. La non signature de la loi sur l'avortement n’a pas de conséquence juridique. Certains ont considéré comme une entourloupe ou un stratagème constitutionnel le fait que le roi ait été considéré comme dans l’impossibilité de régner. Ceci lui permettait de ne pas signer la promulgation de la loi qui lui donne effet et que le Gouvernement la promulgue en tant que Chef de l’État collectif en cette circonstance). Robert Senelle, Emile Clément, Edgard Van de Velde estiment en revanche que le recours à la notion d'impossibilité de régner était conforme à l'esprit de la Constitution. Ils ajoutent cependant que trois autres solutions, plus conformes au texte constitutionnel auraient pu être envisagées en 1990: l'abdication du souverain, la désignation d'un régent et la démission du gouvernement, mais ces trois solutions auraient posé des problèmes politiques aigus et plus exactement une crise de régime. En effet, dans le premier cas (abdication), rien ne permettait de penser que le successeur du roi Baudouin Ier n'aurait pas adopté la même attitude, ce qui aggravait évidemment la crise. La deuxième solution (désignation d'un régent), nécessitant la réunion des chambres réunies (pour l'élire) aurait provoqué l'étalement de la crise dans le temps et le pourrissement de la situation. Quant à la troisième (démission du gouvernement), elle aurait mené à des élections, ce qui aurait eu pour effet que la personne du roi aurait été au cœur d'un débat électoral qui aurait revêtu un caractère plébiscitaire.

## Albert II (1993-2013)
Albert II, frère de Baudouin Ier et son successeur, est éminemment populaire. Contrairement à ses prédécesseurs, il règne sur un État fédéral et considère que le premier rôle du roi des Belges est désormais de maintenir l'unité du pays et la bonne entente entre les régions, les communautés et l'État fédéral.
Dans le domaine social, le roi Albert II et la reine Paola ont choisi de mener sur le long terme un combat contre la traite des êtres humains, la pédophilie et la pédopornographie. Il a par exemple géré avec beaucoup de doigté le discrédit du monde officiel belge dans l'Affaire Dutroux en 1996 notamment en présidant une Table ronde entre les parents des victimes et les responsables politiques à la veille de la Marche blanche et en militant pour la création à Bruxelles du centre Child Focus pour enfants disparus et sexuellement exploités. Comme son frère le roi Baudouin, il dénonce le racisme et la xénophobie dans ses discours et ne reçoit jamais en audience les hommes politiques de l'extrême-droite (Front National et Vlaams Belang).
En politique étrangère, le roi Albert II est un Européen convaincu et soutient toutes les initiatives en faveur de la construction européenne. Il accorde aussi beaucoup d'importance à l'image de la Belgique à l'étranger et dans les anciennes colonies en Afrique centrale.
Son règne est marqué par deux crises profondes dans lesquelles il a dû jouer son rôle moral de "Père de la Nation" : l'affaire Dutroux en 1996 et l'impossibilité de former un gouvernement fédéral en 2007.

## Inviolabilité du Roi
Le Roi est irresponsable : le Parlement ne peut le mettre en cause, tous ses actes politiques étant contresignés par un ministre qui par là même s'en rend responsable, selon les termes de la Constitution belge. Cette immunité politique se prolonge par une immunité juridique (et pénale) en quelque sorte absolue. Pour trancher la question royale, une Commission parlementaire en 1949, nommée « Commission chargée d'émettre un avis motivé sur l'application des principes constitutionnels relatifs à l'exercice des prérogatives du Roi et aux rapports des grands pouvoirs constitutionnels entre eux », menée par le premier président de la Cour de cassation Léopold Soenens, a statué sur le sens à donner à cette immunité en ces termes :
« Au point de vue civil, l'immunité (…), en raison de sa généralité, protège le Roi contre toute action devant la juridiction civile. Un correctif est apporté à la rigueur du principe en ce qui concerne les obligations de droit privé qui ont trait au patrimoine du roi. Aussi admet-on, en cette matière, la possibilité d'une action en justice, l'immunité ne se manifestant que par le fait que le roi ne peut être attrait personnellement en justice, mais y est représenté par l'intendant ou l'administrateur de la Liste civile. »
Selon la Commission Soenens :
« L'inviolabilité n'ayant d'autre but que d'assurer la permanence et l'hérédité de la monarchie en protégeant le titulaire de la fonction royale, ce privilège ne s'étend pas aux membres de la Famille royale. »
 Ce privilège leur est tout de même quelque peu étendu par le code pénal[réf. nécessaire], sauf si, par arrêté royal, le ministre de la Justice en décide autrement, ce qui vient de se passer avec le prince Laurent dans l'affaire des détournements à la Marine belge qui auraient pu profiter à l'aménagement de sa villa (affaire jugée à partir du 8 janvier 2007 à Hasselt)[réf. nécessaire].

## Monarchie et fédéralisme
Le fédéralisme belge (initié en 1980), introduit cependant une nouvelle donnée : le processus de la décision politique dans les Régions et les Communautés échappe en partie tant au roi qu'aux responsables fédéraux. Car les pouvoirs cumulés de chaque entité (assimilée en pratique à un État fédéré) peuvent être considérés comme couvrant maintenant plus de 50 % des compétences étatiques belges selon des modalités qui font du fédéralisme belge un fédéralisme à part, notamment pour la raison que les compétences des Etats fédérés sont réellement des Compétences exclusives et parce que ces compétences valent équivalemment au sein de la Fédération belge et sur la scène internationale.

Même au sein de cette structure fédérale, la monarchie belge jouit d'un réel prestige auprès d'une grande partie de la population (80 % des sondés en cas d’enquêtes sur le sujet en Flandre et en Wallonie).

## Comparaison internationale
Raymond Fusilier, qui a comparé les six « petites » monarchies parlementaires d'Europe (Suède, Norvège, Danemark, Pays-Bas, Luxembourg et Belgique), voit à la source de la Question royale de 1940-1950, un vice constitutif de la monarchie belge du fait de son écart par rapport à la Constitution de 1831, notamment à cause de l'existence autour du roi d’un cabinet, sorte de gouvernement parallèle qui n'a pas encore entièrement disparu. Pour lui, la monarchie belge a plus de pouvoir que les autres monarchies européennes. L'ouvrage date, seule le cas de l'Espagne n’étant pas traité, du fait qu'à l'époque Franco en restait le Régent.

## Popularité en Flandre, Bruxelles et Wallonie
| Région / Royaume             | Nécessaire | Pas nécessaire | Sans avis |
| ---------------------------- | ---------- | -------------- | --------- |
| Région flamande              | 62,1 %     | 23 %           | 14,9 %    |
| Région wallonne              | 59,6 %     | 20,3 %         | 20,2 %    |
| Région de Bruxelles-Capitale | 63,4 %     | 20,1 %         | 16,5 %    |
| Belgique                     | 61,4 %     | 21,8 %         | 16,7 %    |

Un sondage plus récent des journaux du groupe Vers l'Avenir, datant du 19 octobre 2004, donnait ces résultats (seules la Flandre et la Wallonie sont prises en compte) :
- Question : Si votre Région devient un État indépendant, souhaitez-vous qu'elle soit une république ? :
  - Flandre : une république à 40 %
  - Wallonie : une république à 36 %

- Question : Si votre Région devient un État indépendant, souhaitez-vous qu’elle soit une monarchie ?
  - Flandre : une monarchie à 47 %
  - Wallonie : une monarchie à 46 %

73 % de Wallons veulent garder la famille royale contre 55 % de Flamands : seule cette question engendre un écart significatif.

## Titres portés par les princes de la famille royale

### Prince de Belgique
Le titre de Prince et Princesse de Belgique est attribué à la descendance masculine et directe de feu S.M. Léopold Ier (arrêté royal du 14 mars 1891). À partir de 1991, avec l'abolition de la loi salique, le titre fut accordé en ligne directe, aussi bien féminine que masculine de S.A.R. le prince Albert, prince de Liège, prince de Belgique (arrêté royal du 2 décembre 1991),. À partir de 2015, pour éviter la prolifération du titre, seuls les enfants et les petits-enfants du Souverain, ainsi que les enfants et les petits-enfants de l'héritier au trône, recevront le titre (arrêté royal du 12 novembre 2015),.

### Titres dynastiques
Les titres dynastiques sont accordés par tradition. Les titulaires peuvent être mineurs, et aucun arrêté royal n'est nécessaire. Mathilde d'Udekem d'Acoz est devenue automatiquement Duchesse de Brabant sans l'approbation du Gouvernement. Pour le titre de Princesse de Belgique un arrêté est nécessaire.
Le titre de Duc de Brabant est attribué au fils aîné du roi, prince héritier du royaume (arrêté royal du 16 décembre 1840).
Du fait de l'abolition de la loi salique en 1991, le titre fut attribué à la princesse Élisabeth, fille mineure, héritière de son père Philippe, qui porte donc le titre de Duchesse de Brabant.
Auparavant, le titre de Comte de Flandre était attribué au second fils du roi (arrêté royal du 16 décembre 1840), et le titre de Comte de Hainaut au fils aîné de l'héritier du trône (arrêté royal du 12 juin 1859). Le titre de Prince de Liège a aussi été attribué (arrêté royal du 7 juin 1934). Ces titres font référence aux anciens titres médiévaux, qui étaient en vigueur jusqu'à la Révolution et l'annexion à la France en 1795. Depuis 2001, seul le titre de Duc de Brabant peut encore être attribué,.
- Duc de Brabant :
  - 1840-1865 : Léopold (1835-1909), futur roi Léopold II (16 décembre 1840)
  - 1865-1869 : Léopold (1859-1869), fils du roi Léopold II
  - 1909-1934 : Léopold (1901-1983), futur roi Léopold III
  - 1934-1951 : Baudouin (1930-1993), futur roi Baudouin
  - 1993-2013 : Philippe (1960-), futur roi Philippe
  - 2013- : Élisabeth (2001-), fille du roi Philippe

- Comte de Flandre :
  - 1840-1905 : Philippe (1837-1905), frère du roi Léopold II et père du roi Albert Ier (16 décembre 1840)
  - 1910-1983 : Charles (1903-1983), frère du roi Léopold III et Régent de 1944 à 1950 (31 janvier 1910)

- Comte de Hainaut :
  - 1859-1865 : Léopold (1859-1869), fils du roi Léopold II (12 juin 1859)
  - 1930-1934 : Baudouin (1930-1993), futur roi Baudouin

- Prince de Liège :
  - 1934-1993 : Albert (1934-), futur roi Albert II (7 juin 1934[23])

### Préséance protocolaire
Le titre dynastique a toujours préséance dans tous les documents et traditions. On parle par exemple du Palais du Comte de Flandre et pas du Palais du Prince Philippe. Règle pour la préséance protocolaire des titres : les titres allemands venaient après les titres belges ; le titre de duc de Brabant, comte de Flandre, etc., précède celui de prince de Belgique.
Exemple de titulature complète d'un prince de Belgique avant la Première Guerre mondiale (lorsque les titres allemands étaient encore utilisés) : S.A.R. Philippe, comte de Flandre, prince de Belgique, duc en Saxe, prince de Saxe-Cobourg et Gotha.